# 白澤久則
白澤 久則（しらさわ ひさのり、1964年12月13日 - ）は、兵庫県神戸市出身の元サッカー選手、サッカー指導者。

## 来歴
1983年にヤンマーディーゼルに加入し、守備の中心として 活躍する（日本サッカーリーグ1部通算86試合出場1得点）。1988年には、カタールで行われたAFCアジアカップに出場する日本代表Bのメンバーに選ばれた。
引退後は、1998年より日本プロサッカーリーグに所属するヴィッセル神戸のサッカースクールでコーチをしている。
2017年4月13日、ツエーゲン金沢のスポーツ事業部長に就任すると発表された。

## 所属クラブ
- 神戸フットボールクラブ
- 1983年 - 1992年 ヤンマーディーゼル
- 1993年 京都パープルサンガ

## 個人成績
| クラブ成績 | クラブ成績 | クラブ成績 | リーグ | リーグ | カップ | カップ | リーグ杯 | リーグ杯 | 通算 | 通算 |
| シーズン   | クラブ     | リーグ     | 出場   | 得点   | 出場   | 得点   | 出場     | 得点     | 出場 | 得点 |
| 日本       | 日本       | 日本       | リーグ | リーグ | 天皇杯 | 天皇杯 | JSL杯    | JSL杯    | 通算 | 通算 |
| ---------- | ---------- | ---------- | ------ | ------ | ------ | ------ | -------- | -------- | ---- | ---- |
| 1983       | ヤンマー   | JSL1部     |        |        |        |        |          |          |      |      |
| 1984       | ヤンマー   | JSL1部     |        |        |        |        |          |          |      |      |
| 1985       | ヤンマー   | JSL1部     |        |        |        |        |          |          |      |      |
| 1986-87    | ヤンマー   | JSL1部     |        |        |        |        |          |          |      |      |
| 1987-88    | ヤンマー   | JSL1部     |        |        |        |        |          |          |      |      |
| 1988-89    | ヤンマー   | JSL1部     |        |        |        |        |          |          |      |      |
| 1989-90    | ヤンマー   | JSL1部     | 19     | 0      |        |        | 2        | 0        |      |      |
| 1990-91    | ヤンマー   | JSL1部     | 19     | 0      |        |        | 2        | 0        |      |      |
| 1991-92    | ヤンマー   | JSL2部     | 7      | 0      |        |        | 0        | 0        |      |      |
| 1992       | ヤンマー   | 旧JFL1部   |        |        |        |        | -        | -        |      |      |
| 1993       | 京都       | 旧JFL1部   |        |        |        |        | -        | -        |      |      |
| 通算       | 日本       | 日本       |        |        |        |        |          |          |      |      |

その他の公式戦
- 1990年
  - コニカカップ 6試合0得点

## 代表歴

### 出場大会
- 1988年 日本代表B - AFCアジアカップ1988

## 指導歴
- 1998年 - 2015年 ヴィッセル神戸 サッカースクール→U-12統括
- 1999年 - 2005年 兵庫県スポーツアドバイザー
- 2007年 - 2009年 兵庫県セントラルトレセンU-12
- 2006年 - 2010年 神戸市トレセンU-12・U-11・U-10
- 2005年 - 2009年 47FAチーフインストラクター
- 2002年 - 2009年 JFA公認C級コーチインストラクター
- 2016年 - 2017年 サッカー塾タイソンU-12個別指導
- 2017年 - ツエーゲン金沢 アカデミー・スポーツ事業本部 本部長